# Třebenice (okres Litoměřice)
Třebenice (německy Trebnitz) jsou město v okrese Litoměřice, asi šest kilometrů jihozápadně od Lovosic. Katastrální výměra města měří 21,86 km². Ve městě a jeho částech žije přibližně 1 900 obyvatel.

## Název
Název města je odvozen ze jména Třeben ve významu ves lidí Třebenových. V písemných pramenech se název objevuje ve tvarech: Trebenici (okolo 1227), Trebenycz (1352–1396), Trziebenicz (1396), Trzebenicz (1397), Trzebenicze (1463), „w Trzebeniczych“ (1545), „z mčka Tržebenicz“ (1631), Tržebenicze (1631) a Třebenice nebo Trebnitz (1848).

## Historie
Krajina v okolí Třebenic patřila od první čtvrtiny dvanáctého století svatojiřskému klášteru v Praze. Její držení potvrdil roku 1224 také král Přemysl Otakar II. První písemná zmínka o městě pochází z doby okolo roku 1227. Roku 1299 byly Třebenice trhovou vsí, jejíž rychtář a radní dostali od Václava II. hrdelní právo. Zřejmě už tehdy byly městečkem, ale poprvé tak byly označeny v privilegiu Karla IV., kterým panovník roku 1352 povolil prodej soli v Třebenicích městu Louny. Ovšem od konce třináctého století byly Třebenice střediskem církevní správy (děkanát doložen k roku 1352) a profitovaly z polohy na cestě spojující Litoměřice a Lovosice s Bílinou.
Jádrem městečka se stalo protáhlé Paříkovo náměstí s kostelem Narození Panny Marie. Později vzniklo západně od něj menší předměstské Havlíčkovo náměstí s drobnější venkovskou zástavbou. Opevnění městečko nikdy nemělo.
Král Zikmund v roce 1423, na žádost Jana Kaplíře ze Sulevic, povolil zřídit městskou radu s dvanácti konšeli, z nichž se volil purkmistr. Městská rada vykonávala i soudní pravomoc. Městečko získalo také pečeť, v jejímž štítě měl být znak Jana Kaplíře. Od roku 1507 mohly Třebenice vybírat clo, jehož výnos měli měšťané využít k opravám silnic a budov. Městečko mělo také várečné právo, potvrzené abatyší Dorotou z Krumlova roku 1575.
Dne 19. prosince 1898 byly Třebenice zapojeny do železniční sítě, zahájením provozu na železniční trati Čížkovice–Obrnice. Roku 1896 vznikla továrna na zpracování ovoce na jihovýchodním okraji města. Fungovala ještě ve dvacátých letech dvacátého století. V té době byl v Třebenicích také pivovar, šest mlýnů, velkostatek, dvě ovocnářská družstva, brusírna granátů, živnostenská a občanská záložna a dvě živnostenské pokračovací školy.

## Přírodní poměry
Město stojí v údolí Modly na rozhraní Českého středohoří a Dolnooharské tabule. Podél Loucké, Masarykovy a Tyršovy ulice vede hranice chráněné krajinné oblasti České středohoří. V okolí města se vyskytují české granáty.

## Obyvatelstvo
|                                                        | 1869  | 1880  | 1890  | 1900  | 1910  | 1921  | 1930  | 1950  | 1961  | 1970  | 1980  | 1991  | 2001  | 2011  |
| ------------------------------------------------------ | ----- | ----- | ----- | ----- | ----- | ----- | ----- | ----- | ----- | ----- | ----- | ----- | ----- | ----- |
| Obyvatelé                                              | 1 429 | 1 454 | 1 476 | 1 722 | 2 214 | 2 153 | 2 035 | 1 454 | 1 566 | 1 484 | 1 529 | 1 396 | 1 333 | 1 478 |
| Domy                                                   | 247   | 253   | 258   | 265   | 291   | 316   | 359   | 412   | 418   | 407   | 391   | 452   | 460   | 480   |
| Data z roku 1961 zahrnují i domy místní části Kololeč. |       |       |       |       |       |       |       |       |       |       |       |       |       |       |

### Náboženství
V Třebenicích se nachází evangelický sbor, který byl založen roku 1928. Římskokatolická farnost v Třebenicích patří do litoměřické diecéze. V letech 1976–1977 a 1999–2004 zde působil jako farář lékař, kněz a kazatel Ladislav Kubíček. Dne 11. září 2004 se stal na třebenické faře obětí loupežné vraždy.

## Části města
- Třebenice (též název k.ú.)
- Kocourov (k.ú. Kocourov u Medvědic)
- Kololeč (též název k.ú.)
- Lhota (k.ú. Lhota u Medvědic)
- Lipá (k.ú. Mrsklesy)
- Medvědice (též název k.ú.)
- Mrsklesy (k.ú. Mrsklesy)
- Sutom (též název k.ú.)
- Teplá (k.ú. Teplá u Třebenic)

Katastrální území Kocourov u Medvědic, Lhota u Medvědic, Medvědice a Mrsklesy společně tvoří exklávu města (nesousedí s ostatními).

## Pamětihodnosti
Na Paříkově náměstí stojí kostel Narození Panny Marie. V bývalém evangelickém kostele v Třebenicích je Muzeum českého granátu s mnoha historickými i soudobými šperky, do kterých byly tyto kameny vsazeny. Součástí sbírek je i největší v Čechách nalezený pyrop o váze 2,642 g a kopie granátových šperků místní šlechtičny Ulriky von Levetzow, poslední lásky básníka Johanna Wolfganga Goethe. Nad městem se tyčí vrch Košťál se  zříceninou hradu Košťálov.

## Osobnosti
- František Pettrich (1770–1844), sochař a profesor na Akademii v Drážďanech
- Václav Pařík (1839–1901), městský lékař a regionální politik s velkými zásluhami o povznesení české kultury na Třebenicku
- Josef Horký (1889–1943), římskokatolický kněz, farář farnosti Třebenice v litoměřické diecézi. V roce 1941 přišel jako vězeň do koncentračního tábora v Dachau, kde byl vybrán jako objekt k experimentům s malárií. Na následky těchto maláriových pokusů zemřel.[13]
- Jaroslav Křenek (1890–1964), spisovatel
- Ladislav Emanuel Drahoš (1897–1976), Fotograf, zakladatel Muzea českého granátu v Třebenicích, propagátor Českého Středohoří a blízký přítel malířů Emila Filly, Františka Hory, Václava Rabase a dalších. Zrestauroval úmrtní světničky Ulriky von Lewetzow v Muzeu českého granátu.
- František Hora (1913–2004), akademický malíř a výtvarník
- Jaro Křivohlavý (1925–2014), psycholog, popularizátor psychologie a v letech 1969 až 1984 člen Synodní rady Českobratrské církve evangelické
- Miloslav Racek (1925–1980), pedagog, historik umění, archeolog
- Ladislav Kubíček (1926–2004), katolický kněz a lékař
- Jaroslav Brabec (1949–2018), atlet, trenér a representant Československa ve vrhu koulí[14]

## Galerie

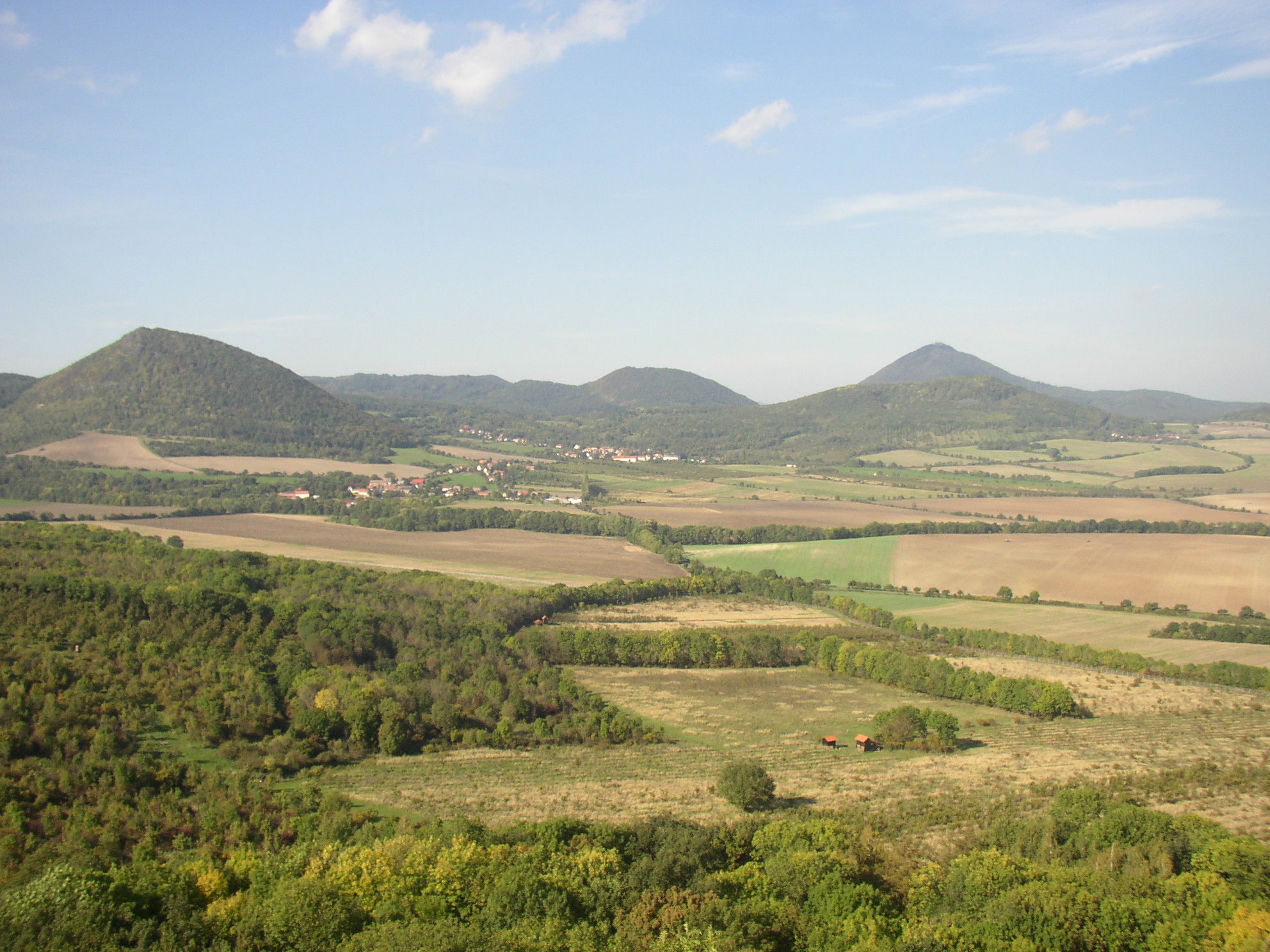
Mrsklesy, Medvědice, Lipá a Kocourov pohledem z vrcholu Plešivce
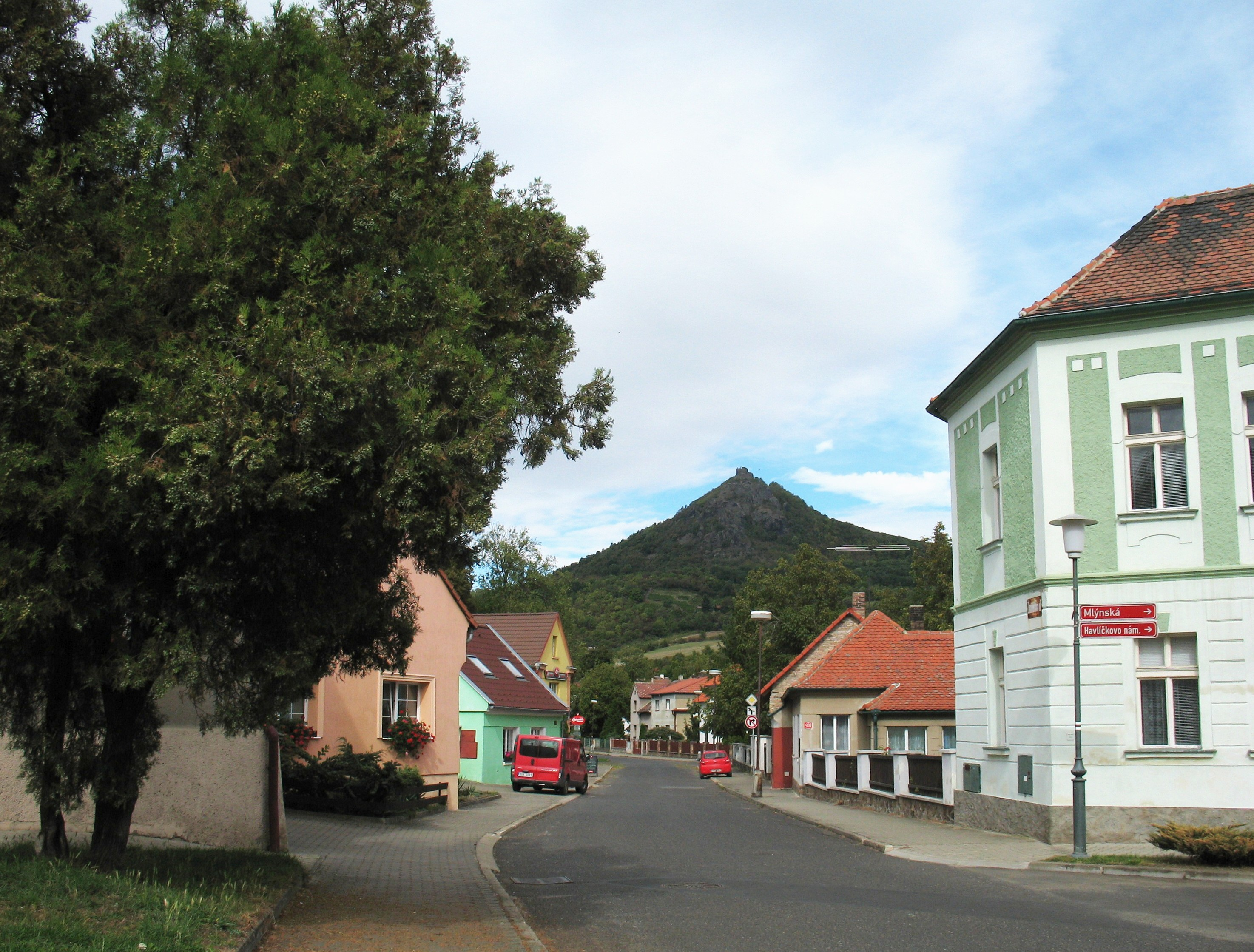
Pohled z Havlíčkova náměstí Zimmerovou ulicí ke Košťálovu
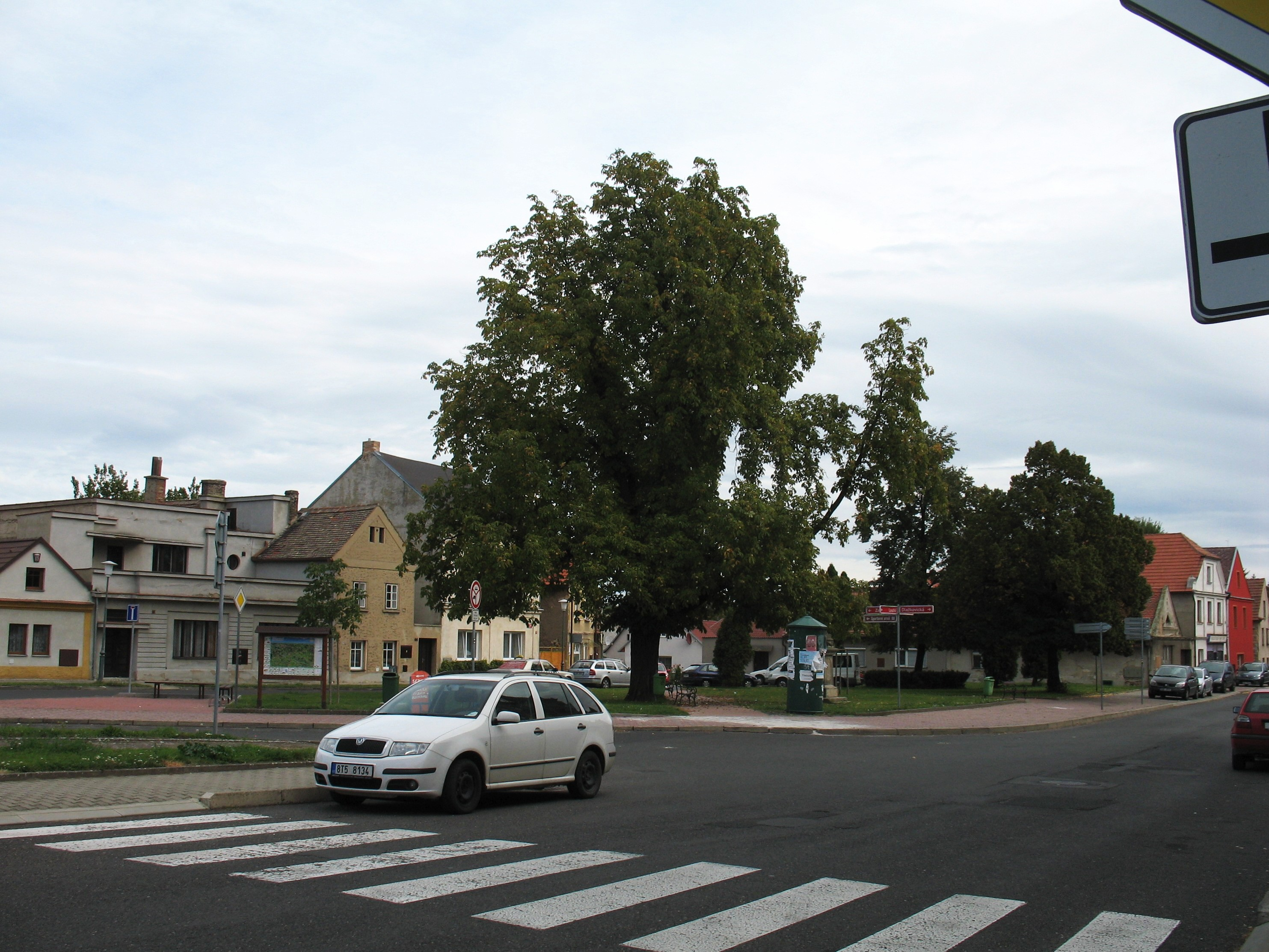
Havlíčkovo náměstí
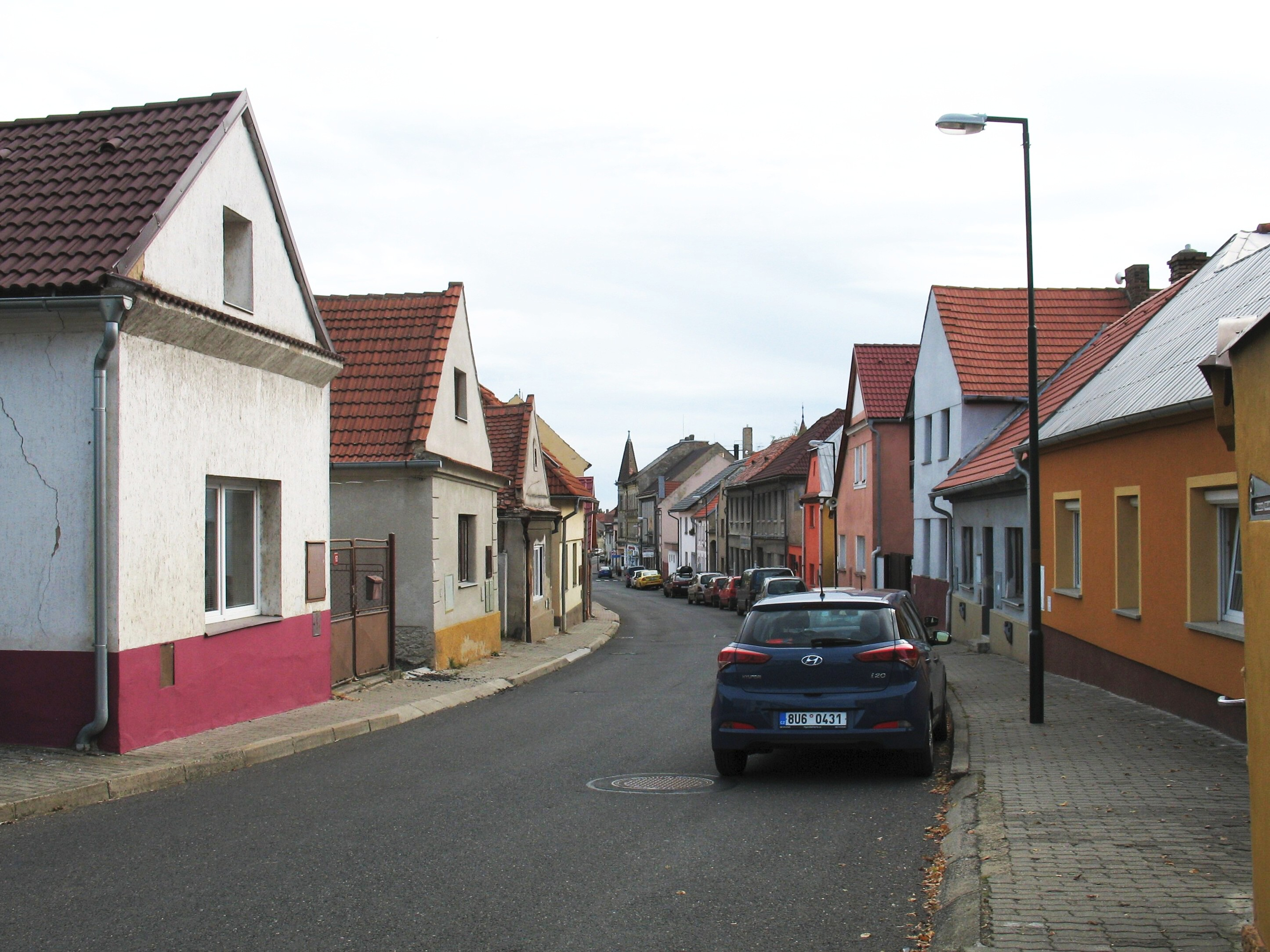
Loucká ulice směrem k Havlíčkovu náměstí
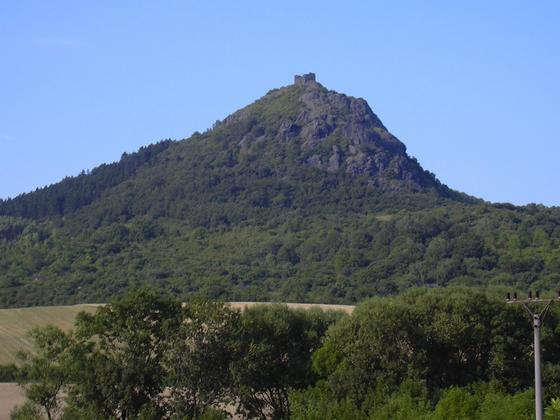
Zřícenina hradu Košťálov